# 784년
784년은 목요일로 시작하는 윤년이다.

## 연호
- 당(唐) 흥원(興元) 원년
- 일본(日本) 엔랴쿠(延暦) 3년

## 기년
- 당(唐) 덕종(德宗) 5년
- 신라(新羅) 선덕왕(宣德王) 5년
- 발해(渤海) 문왕(文王) 48년

## 사건
- 일본의 간무 천황이 수도를 헤이조쿄에서 나가오카쿄로 이전했다.